# 란쌍 왕국
란쌍 왕국(Lanxang Kingdom, 태국어: อาณาจักรล้านช้าง 아나짝 란창[*])은 메콩강 중류 지역에서 14세기에서 18세기에 걸쳐 존재했던 역사적인 왕조이다. 란쌍(라오어: ລ້ານຊ້າງ)은 "백만 마리의 코끼리"라는 뜻이고, 타이 학자들 사이에서는 '란창 왕국'으로 표기한다. 북쪽의 쳉훙 왕국, 서쪽의 란나 왕조 등과 어깨를 나란히 했다. 태국 산악 부족의 "므앙(국가) "의 하나이며, 라오 족의 정치 제도와 상좌부 불교를 합친 왕권 사상에 의해 지배되고 있었다. 또한 란쌍 왕조는 현재 라오스 영토를 거의 지배하고 있었기 때문에, 라오스에게는 정체성의 기반이며, 란쌍은 라오스의 다른 이름으로도 사용되곤 한다. 세계문화유산인 루앙프라방의 마을 등에서는 융성한 불교 문화를 체험할 수 있다.

## 역사
왕조의 역사는 '통일 란쌍 시대'(1353년-1710년 전후)와 '삼국 시대'(~1779년까지)로 나뉜다. 왕조는 파응움 왕(Fa Ngum)에 의해 14세기에 세워졌으며, 지배 영역을 메콩강 유역에서 코랏 분지까지 확장시켰다. 16세기 후반 세타티랏 왕 시대에 따웅우 왕조(버마)의 침공을 받아 자금을 비엔티안으로 수도를 옮겼다가 결국은 버마에 점령되었다. 그러나 왕조는 17세기 초반에 버마의 지배를 극복하고 술리냐웡사 왕(라오어: ສຸຣິຍະວົງສາທັມມິກຣາດ 술리냐웡사 탐미끄랏, King Souligna Vongsa) 시대에 상좌부 불교를 비롯한 문화와 문학의 전성기를 맞았다.
18 세기 초반이 되면서 왕조는 왕위 계승을 둘러싸고 내분에 접어들게 되었다. 왕위 계승자가 지배하는 루앙프라방 왕국, 비엔티안 왕국, 참파삭 왕국의 삼국과 씨앙쿠앙 왕국, 네 나라로 분열되었다. 이러한 여러 왕조는 소모적인 충돌과 경쟁을 반복하면서 점차 약화되어, 1779년 세 나라가 톤부리 왕조(타이)의 지배 아래에 들어감으로써 란쌍 왕조의 독립은 끝을 맞게 되었다. 또한 루앙프라방의 지역 및 비엔티안 왕국은 모두 란쌍이라는 이름으로 상속하여 왕조의 명백은 유지되었으며, 1949년 라오스 독립 시, 루앙프라방의 왕이 라오스 왕국의 국왕으로 즉위하게 된다.

## 같이 보기
- 비엔티안 왕국
- 루앙프라방 왕국
- 참파싹 왕국
- 씨앙쿠앙 왕국